# Lijepa večer, lijep dan
Lijepa večer, lijep dan  é um filme dramático de 2024 escrito e dirigido por Ivona Juka. Estrelado por Emir Hadžihafizbegović, Elmir Krivalić, Dado Ćosić, Slaven Došlo e Đorđe Galić. Foi selecionado como a entrada croata para o Melhor Longa-Metragem Internacional no 97º Oscar, mas não foi indicado.

## Sinopse
Quatro amigos, Lovro, Nenad, Stevan e Ivan se rebelaram contra o regime nazista e se juntaram ao NOB. Dezesseis anos depois, eles são artistas renomados que se sentem no direito de criticar a sociedade pela qual lutaram. Embora sejam veteranos dignos do NOB, o partido não gosta dos filmes que eles criam; e quando sua sexualidade se torna suspeita, o partido contrata o Agente Emir para sabotar seu trabalho.

## Elenco
- Emir Hadžihafizbegović
- Elmir Krivalić
- Dado Ćosić
- Slaven Došlo
- Đorđe Galić
- Goran Grgić
- Asja Jovanovic
- Milica Mihajlovic
- Vedran Mlikota
- Enes Vejzovic
- Marko Braić
- Anja Šovagović
- Matija Prskalo

## Lançamento
Teve lançamento limitado no Kino Forum em 9 de setembro de 2024.